# Infraphulia illimani
Infraphulia illimani is een vlindersoort uit de familie van de Pieridae (witjes), onderfamilie Pierinae.
Infraphulia illimani werd in 1890 beschreven door Weymer.